# Club Sportivo Cienciano
Il Club Sportivo Cienciano, meglio noto come Cienciano del Cusco o semplicemente come Cienciano, è una società calcistica peruviana con sede nella città di Cusco. Pur non avendo mai vinto alcun titolo nazionale, è l'unico club della nazione ad aver conquistato trofei internazionali: la Coppa Sudamericana nel 2003 dopo aver sconfitto il River Plate e la Recopa Sudamericana nell'anno successivo dopo aver sconfitto il Boca Juniors.

## Storia

### Dalle origini al 1992
Il Club Sportivo Cienciano venne fondato, secondo la tesi più attendibile (altre la situano tre anni prima), l'8 luglio 1901 per iniziativa di un gruppo di studenti del Colegio Nacional de Ciencias della città di Cusco, in Perù. Il nome Cienciano venne scelto per onorare l'istituto presso cui gli studenti erano iscritti. Ispiratore dei ragazzi fu il professore di ginnastica, l'inglese William H. Nevell, che insegnò loro le regole del gioco del calcio.
La neonata squadra adottò il rosso come colore sociale, mentre come mascotte e simbolo del club venne scelto un asino, animale tuttora associato alla squadra e ai suoi tifosi chiamati burritos ("asinelli"). Tale scelta venne fatta in onore di San Bernardo, un abate francese, a cui era dedicato il collegio. Secondo la tradizione, infatti, San Bernardo era sempre accompagnato da un asino.
Sin dalla sua fondazione la squadra disputò, a partire dal 1902, tornei locali e regionali. I club con cui dovette scontrarsi furono l'Universitario (squadra dell'ateneo di Cusco, come suggerisce il nome), l'Atletic Club, il Pachacútec e l'Atlético Cusco. Se gli esordi furono combattuti, con il passare del tempo il Cienciano seppe conquistare l'egemonia cittadina e provinciale, relegando i suddetti club in posizione marginale e consentendo solo al Garcilaso de la Vega (altra realtà nata in ambito scolastico) a contrastare i "rossi".
Dopo un settantennio di attività cittadina e provinciale, il Cienciano iniziò a distinguersi nella Coppa Perù, competizione creata alla fine degli anni sessanta che, partendo dal livello provinciale e distrettuale, seleziona attraverso un'estenuante serie di eliminatorie la seconda squadra che ha il diritto di partecipare al campionato nazionale di prima divisione (le altre accedono direttamente dalla seconda divisione, egemonizzata dai club minori di Lima). Nel 1972 il Cienciano giunse alla finale della Coppa Perù contro il CNI di Iquitos, perdendola. Per una scelta politica, però, la squadra del Cusco venne invitata a disputare la massima divisione per l'anno 1973. Si era negli anni del regime nazional-progressista del generale Juan Velasco Alvarado, il quale del recupero dell'identità indigena aveva fatto la propria bandiera (è di quegli anni l'elevazione del quechua al rango di lingua nazionale). La presenza della squadra della città che era stata la capitale dell'impero Inca ebbe una grande risonanza in tutto il Paese, simboleggiando l'apertura indigenista voluta dal regime.
Il Cienciano mantenne la categoria sino al 1977. Iniziò quindi un periodo di anonimato che durò sino al 1988, quando il club di Cusco venne invitato dalla federazione calcistica del Perù a prendere parte al campionato nazionale di prima divisione. L'invito venne esteso ad altre squadre di provincia come l'Alfonso Ugarte di Puno, i Diablos Rojos di Juliaca, l'Aurora di Arequipa, gli Angeles di Moquegua e soprattutto il Mariano Melgar di Arequipa, con cui nascerà una fortissima rivalità sportiva e di campanile (entrambe le città si contendono il primato di "antipolo" rispetto alla capitale Lima).
Fu, tuttavia, una breve esperienza. Nel 1991 la squadra arrivò seconda nel torneo regionale e ciò le valse la possibilità di partecipare, nell'anno successivo, al "Campionato decentralizzato", creato a seguito della riforma dei campionati per designare le due squadre da promuovere alla massima serie. Il Cienciano faceva così ritorno, alla fine di quella stagione, nella massima serie dopo quindici anni di assenza, categoria in cui da allora milita.

### Gli anni di assestamento: 1993-2000
Il campionato del 1993 si concluse per il Cienciano con un onorevole nono posto finale. L'anno successivo, invece, fu un autentico calvario, e solo nelle battute conclusive la squadra riuscì a raggiungere una difficile salvezza. Nel 1995 il Cienciano si piazzò sorprendentemente quarto, alle spalle delle tre "grandi" della capitale: Sporting Cristal, Universitario e Alianza Lima. Nel 1996 si classificò sesto. Nel 1997 la squadra di Cusco fu ancora una volta la quarta forza del campionato, seria candidata ad essere la più solida realtà provinciale e capace di rivaleggiare non episodicamente con le grandi della capitale. Nel 1998 il Cienciano giunse ottavo e dovette subire una penalizzazione di tre punti per avere schierato un numero superiore di stranieri rispetto a quello consentito. Nel 1999 riuscì a raggiungere la sesta piazza malgrado un'altra penalizzazione per avere, ancora una volta, contravvenuto alla norma sul numero di stranieri in campo. Nel 2000 il Cienciano, pur classificandosi al terzo posto, perse la possibilità di disputare la finale per stabilire la formazione "vicecampione" (che dà l'accesso alla Coppa Libertadores) perché lo Sport Boys (quinto in assoluto) si laureò il vicecampione del torneo di Apertura peruviano.

### 2001: l'anno della svolta
Il 2001 rappresentò per il Cienciano l'anno della svolta. La squadra cessò di essere l'outsider di provincia per entrare, invece, nel rango delle "grandi del campionato". Dopo un torneo di Apertura regolare, che lo vide ottenere il "consueto" quarto posto, il club di Cusco disputò un eccellente campionato di Clausura, chiuso al primo posto a pari merito con la rivelazione del campionato, l'Estudiantes di Ica. La finale per l'assegnazione del titolo di Clausura fra due realtà provinciali rappresentò un'assoluta novità per il campionato peruviano e una ventata di novità in una realtà da troppo tempo fossilizzata sull'egemonia della capitale. Nel campo neutro di Arequipa (città storicamente rivale di Cusco) il Cienciano conquistò il suo primo titolo, seppur parziale, battendo la squadra di Ica per 1-0.
Nel mese di dicembre il Cienciano disputò la finale nazionale contro l'Alianza Lima. Furono due partite combattutissime. Nella partita di andata, a Lima, prevalse l'Alianza per 3-2, mentre nel ritorno fu il Cienciano ad imporsi per 1-0. I tiri di rigore premiarono la squadra della capitale. Per il Cienciano fu una grande delusione, ma allo stesso tempo il titolo di vicecampione nazionale gli schiudeva, per la prima volta in cento anni di storia, le porte della Coppa Libertadores.
Nel 2002 il Cienciano arrivò terzo in campionato e, nella sorpresa generale, agli ottavi di finale della Coppa Libertadores, dove venne eliminata dalla futura semifinalista, l'América di Città del Messico.

### 2003 la vittoria in Copa Sudamericana
Il 2002 si era chiuso con una delusione finale. Il terzo posto, infatti, non permetteva al Cienciano di qualificarsi per la Coppa Libertadores. La partecipazione alla meno blasonata Coppa Sudamericana, paragonabile alla Europa League, arrivata dopo una finale vinta contro lo Sporting Cristal, rappresentava comunque un traguardo da onorare.
In quell'anno la Copa Sudamericana rappresentava un torneo di tutto rispetto, annoverando calibri quali il River Plate, l'Atlético Nacional di Medellín ed il Santos. Il Cienciano era vista dagli osservatori come la vittima sacrificale del torneo.
Tuttavia, sotto l'esperta guida di Freddy Ternero, allenatore "sergente di ferro" che lanciò il motto Sì se puede! ("Sì, si può!") presto adottato da tutti i peruviani, la squadra di Cusco, priva di stelle ma dal solido collettivo, dopo aver eliminato l'Alianza Lima in uno scontro fratricida, affrontò e vinse nell'ordine: l'Universidad Católica di Santiago del Cile, l'Atlético Nacional di Medellín, e in semifinale i brasiliani del Santos.
Il Cienciano si qualificava così alle finali, dove avrebbe incontrato il River Plate, una delle "grandi" del calcio sudamericano. La gara di andata, disputata a Buenos Aires finì con il pirotecnico, e sorprendente, punteggio di 3-3. Tutto restava da decidersi nella gara di ritorno. Sin dall'indomani della gara di andata i dirigenti della federazione argentina mossero passi ufficiali verso la CONMEBOL perché la finale di ritorno non si disputasse a Cusco.
A giudizio degli argentini, infatti, la città imperiale, sorgendo a oltre 3.399 metri di altezza, conferiva al Cienciano un vantaggio di partenza. Erano inoltre mosse critiche all'agibilità dell'Estadio Garcilaso de la Vega, giudicato troppo piccolo.
La CONMEBOL accettò le rimostranze argentine e stabilì che la finale di ritorno dovesse essere giocata ad Arequipa, città situata a 2.335 metri di altezza, e dotata di uno stadio da 40.000 posti. La scelta venne accettata con rabbia dal Cienciano, anche perché Arequipa è una città storicamente rivale di Cusco (e infatti molti tifosi del Melgar si recarono allo stadio sostenendo il River Plate). Ciononostante, nel giorno della finale lo stadio di Arequipa era in gran parte riempito di tifosi del Cienciano (che arrivarono ad organizzare un treno speciale, nella suggestiva linea Cusco-Puno-Arequipa, per arrivare in massa in città). La partita, combattuta e nervosa, venne decisa dalla rete di Carlos Lugo, un difensore paraguaiano. Il Cienciano mantenne il vantaggio, e al novantesimo esplose la gioia dei tifosi.
Per la prima volta una squadra peruviana vinceva un torneo internazionale e, fatto ancora più sorprendente, non si trattava di una squadra di Lima ma di una realtà provinciale.
La vittoria del Cienciano venne festeggiata in tutto il Perù, che per una notte, mise al bando il razzismo ed i pregiudizi verso i "cholos" (gli immigrati della Sierra) per stringersi attorno ad una squadra umile e tenace che sovvertendo ogni pronostico aveva fatto suo il trofeo.

### Dal 2004 ad oggi
Il campionato 2004 vide il Cienciano conquistare il primo posto della classifica, posizione che gli valse la qualificazione alla Coppa Libertadores per l'anno successivo.
Il 2004 è ricordato, però, per la conquista della Recopa Sudamericana dopo la finale vinta ai rigori contro il Boca Juniors, vincitore della Coppa Libertadores.
La Coppa Libertadores 2005 fu per il Cienciano una breve avventura. La compagine peruviana fu eliminata nelle gare di qualificazione dai Chivas de Guadalajara, squadra messicana, futura semifinalista del torneo.
La stagione 2005 vide il Cienciano vincere il torneo di Apertura, ma inchinarsi, nella finale del campionato nazionale, allo Sporting Cristal. L'essere vicecampione schiuse tuttavia all'undici di Cusco le porte della Coppa Libertadores 2006. Ancora una volta fu un'avventura breve: il Cienciano si classificò ultimo nel proprio girone, vinto dai brasiliani del San Paolo, futuri finalisti di quella edizione.
Nel 2006 il Cienciano vinse il torneo di Clausura nella finalina contro l'Universitario, ma soccombette ancora una volta nella finale nazionale contro l'Alianza Lima.
L'avventura nella successiva Coppa Libertadores si concluse nel girone di qualificazione, a conferma della tradizione che vuole in Cienciano uscire eliminato dal girone che ospita una delle future finaliste. In quel caso fu il Boca Juniors a presenziare nel girone dei peruviani e ad aggiudicarsi poi la coppa.

## Colori

### Evoluzione

#### Prima divisa
| 2003 | 2004 | 2008-09 | 2010 | 2011 | 2012 | 2013 | 2014 | 2015 | 2016 |
| 2017 | 2018 | 2019    | 2020 |      |      |      |      |      |      |

#### Seconda divisa
| 2011 | 2012 | 2013 | 2014 | 2015 | 2016 | 2017 | 2018 | 2019 | 2020 |

## Strutture

### Stadio
Il club utilizza lo stadio Inca Garcilaso de la Vega, che si trova a 3.360 metri sul livello del mare. Questo stadio è stato inaugurato nel 1950, dopodiché sono state collocate le luci artificiali. Inoltre, è stato lo stadio in cui il club ha giocato la maggior parte delle partite di Coppa Sudamericana che avrebbe vinto nel 2003.

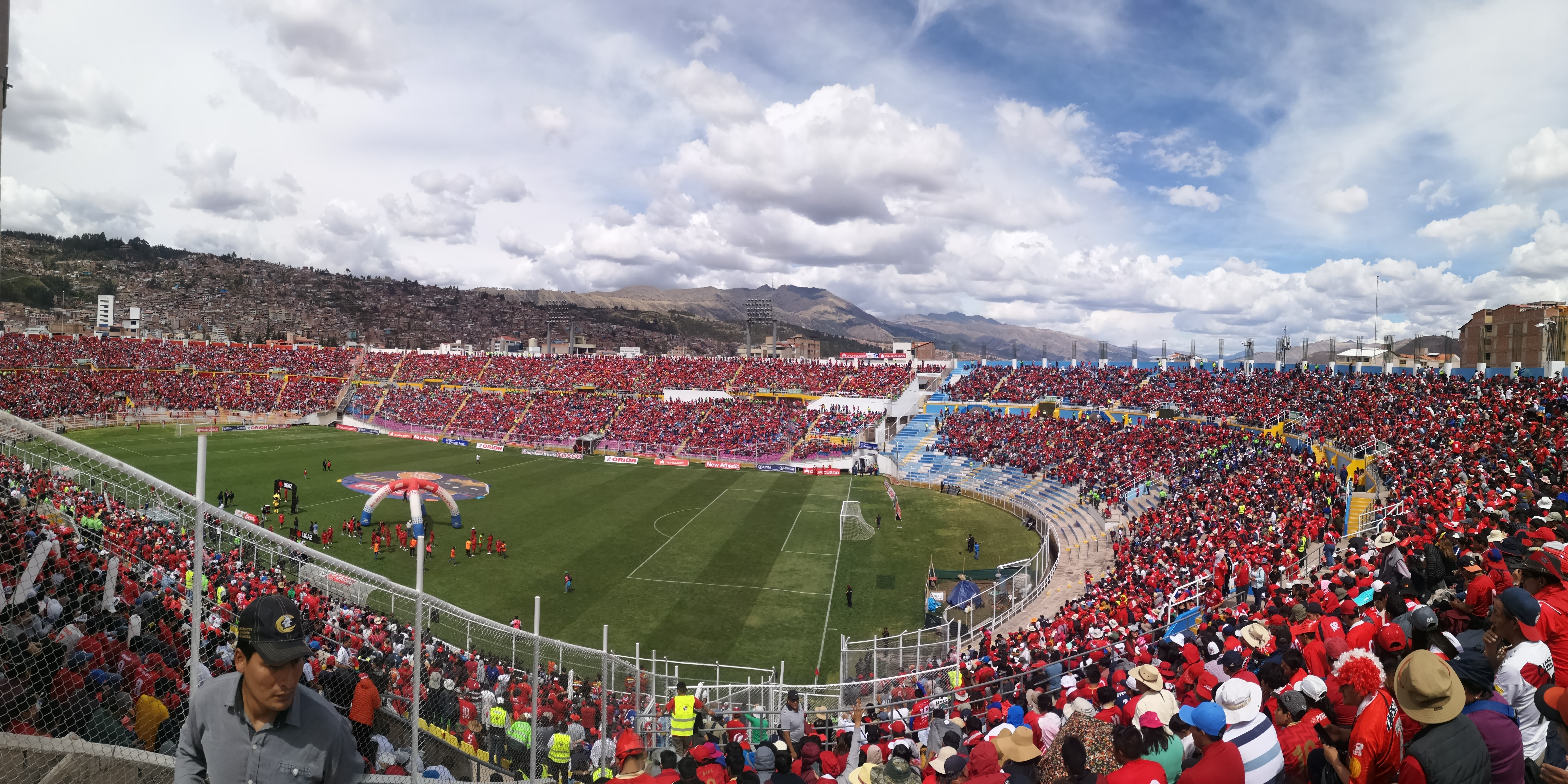
Lo stadio Garcilaso durante la finale di seconda divisione peruviana del 2019 che il Club Cienciano avrebbe vinto

### Museo
Il governo regionale di Cusco, in coordinamento con il consiglio di amministrazione del club, ha costruito un museo nello stadio Garcilaso de la Vega, dedicato alla storia del club. Questo museo è stato inaugurato nel dicembre 2018.

## Allenatori

### Titoli vinti
Di seguito l'elenco degli allenatori che hanno vinto trofei ufficiali alla guida del Club Cienciano.
| Nome                 | Recopa Sudamericana | Coppa Sudamericana | Torneo Apertura | Torneo Clausura | Segunda División | Totale |
| -------------------- | ------------------- | ------------------ | --------------- | --------------- | ---------------- | ------ |
| Freddy Ternero       | 1                   | 1                  |                 |                 |                  | 2      |
| Carlos Daniel Jurado |                     |                    | 1               | 1               |                  | 2      |
| Marcelo Grioni       |                     |                    |                 | 1               |                  | 1      |
| Julio César Uribe    |                     |                    |                 |                 | 1                | 1      |

## Palmarès

### Competizioni nazionali
- Torneo Apertura: 1

2005
- Torneo Clausura: 2

2001, 2006
- Segunda División: 1

2019

### Competizioni regionali
- Lega dipartimentale di Cusco: 6

1966, 1967, 1970, 1971, 1972, 1982

### Competizioni internazionali
- Coppa Sudamericana: 1  (record peruviano)

2003
- Recopa Sudamericana: 1  (record peruviano)

2004

### Altri piazzamenti
- Campionato peruviano:

Secondo posto: 2001, 2005, 2006
Terzo posto: 2000, 2002, Clausura 2004
- Segunda División:

Terzo posto: 2016